# مدرسه مرکزی لیل

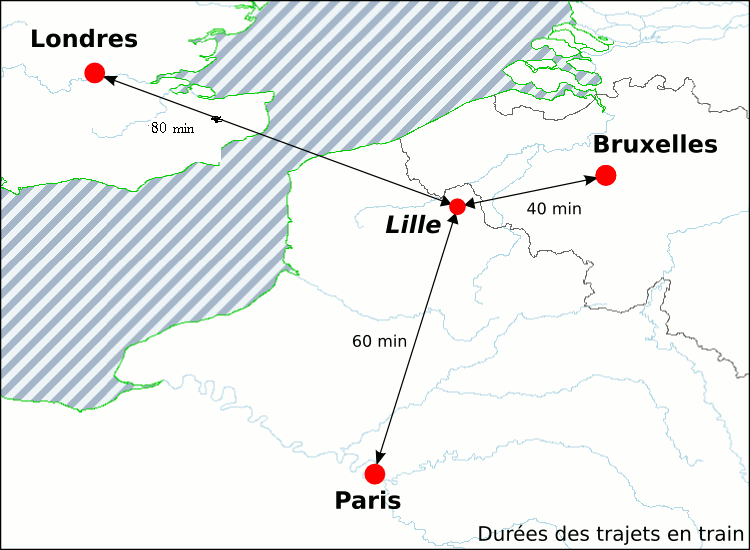
مدرسه مرکزی لیل (فرانسه) - موقعیت در اروپا

مدرسه مرکزی لیل (به فرانسوی: École centrale de Lille) یک دانشگاه مهندسی در شهر لیل در شمال فرانسه است. حدود ۱۳۰۰ دانشجو در مقاطع کارشناسی ارشد و دکتری در رشته‌های گوناگون مهندسی در این دانشگاه به تحصیل و پژوهش مشغولند.
این دانشگاه در سال ۱۸۵۴ میلادی با نام «دانشگاه هنرهای صنعتی و معدن‌شناسی» تأسیس شد و در سال ۱۸۷۲ به «دانشگاه صنعتی شهرستان نورد» تغییر نام داد.